# Danijay
Danijay, pseudonimo di Daniele Zaffiri (Genova, 19 aprile 1977), è un produttore discografico e disc jockey italiano.

## Biografia
Disc Jockey dal 1994 e produttore dal 2003, ha iniziato la sua carriera con il singolo Il Gioco dell'Amore, CD singolo e vinile dance tra i più venduti del 2003 (dance-hits), arriva al terzo posto nella Deejay Parade di Radio Deejay.
Dopo il debutto Danijay pubblica il suo secondo singolo, I fiori di lillà, con la collaborazione dello zio nonché celebre cantautore Alberto Fortis e viene suonato come "stacchetto" nel popolare programma Passaparola in onda su Canale 5.
Nel 2004 il suo terzo singolo, Luna Nera, prodotto in collaborazione con Jacopo Galeazzi, arriva al 22º posto nella classifica generale di vendite (CD singoli, nazionali e internazionali).
Say Me esce nel 2005 e viene inclusa in diverse compilation europee. Lo stesso anno, L'Impazienza rappresenta l'Italia in uno dei più importanti concorsi europei di musica dance (eurodanceweb) con una giuria di siti e riviste del settore.
Il 20 gennaio 2006 esce il suo primo album, Dance & Breakfast, su etichetta Universal. L'album è composto da diciassette tracce che contengono tutta la storia di Danijay, da "I Fiori di Lillà" ai brani dell'estate seguente, insieme a remix in collaborazione con famosi DJ come Provenzano Dj, Gabry Ponte, Luca Zeta, nuove canzoni in italiano, inglese e spagnolo, e un inedito con Roby Rossini dal titolo "Arcobaleno" . Dopo pochi giorni dall'uscita Dance & Breakfast è entrato nella classifica assoluta di vendite di album in Italia, ufficialmente divulgata dalla F.I.M.I, arrivando a fino al 63º posto.
Dal 2006 Danijay lavora per il network radiofonico m2o dove ha condotto un suo programma settimanale chiamato Chemical Area e ove fino al 2010 è ospite fisso all'interno del TribeOnLine di m2o.
Nel dicembre 2006 ha prodotto il singolo "Time 4 Xmas" dedicato al Natale.
Dalla felice sinergia artistica con Luca Zeta sono state pubblicate le compilation "Dance Passion Volume 1" (uscita nel 2006), "Dance Passion Volume 2" (uscita nel 2007), "Dance Passion Volume 3" (uscita nel 2008) e "Dance Passion Volume 4" (uscita nel 2009). Insieme a Provenzano Dj ha collaborato alla realizzazione di Catch Me e Ride The Way.
A giugno 2008 esce il suo secondo album, la cui lavorazione ha impegnato lo staff per molti mesi: Plug & Play contiene il lavoro degli ultimi due anni: 31 canzoni pubblicate con un concept particolare: Plug & Play è il primo album al mondo venduto su un lettore audio-video.
A giugno 2012, dopo quattro anni di pausa, Danijay ritorna sulla scena musicale remixando l'ultimo lavoro di Roby Rossini in collaborazione con i Beatgeil Explode.

## Team
- Axel (Alessio Gorziglia): Cantante, autore, grafico e informatico. È partito cantando Luna Nera nel 2004, poi L'impazienza, Encanto, solo per citare le più famose. Anche in Plug&Play molti sono i brani con la sua voce. Nel corso degli anni Axel ha esteso i suoi compiti collaborando alla scrittura dei testi e delle linee vocali/melodiche delle canzoni. A partire dall'album Dance&Breakfast, poi sempre di più, ha messo le sue doti grafiche al servizio del progetto collaborando attivamente alla grafica di singoli, album, copertine, cartoline, sito. Axel è laureato in Informatica e anche in questo campo dà il suo apporto al sito, al forum e naturalmente alla tecnologia dietro Plug & Play.
- Henry B (Marcello Enrico Bellanti): Autore, compositore, arrangiatore, cantante e informatico. Oltre a collaborare alla creazione e allo sviluppo delle canzoni, con particolare attenzione alla composizione delle parti armoniche, Henry è anche voce (in molti casi solista) in numerose produzioni, come Say Me, Turn Around, The Sound Of Love, Luna Nera (live edition), Back 2 U, Ride A Girl, Angel, Ritmo D'Effetto, senza dimenticare la sua comparsa anche come "fischiettatore" in Catch Me. Laureato in Informatica, nel corso degli anni Henry ha esteso il suo contributo anche al ramo della grafica, curando tra le altre cose la sezione fotografica del sito e occupandosi della creazione di alcuni wallpaper contenuti in Plug&Play.
- Eddy (Edoardo Bellanti): Videomaker, grafico, chitarrista, esperto di ICT e comunicazione. Si occupa dell'ideazione e della realizzazione dei video, del sito web e della grafica, in particolare quella in 3D. Con l'album Dance&Breakfast, su etichetta Universal, ha potuto concretizzare la sua passione per la chitarra suonando nella canzone The Sound Of Love, per poi continuare a dare il suo contributo in produzioni quali Catch Me, Right Or Wrong - Danijay Rmx, Until The Morning, Quando Piove. Eddy è laureato in Scienze della Comunicazione, e in occasione dell'uscita dell'album ha messo a disposizione le sue conoscenze per la promozione e il marketing sul web di Plug&Play.
- Ayla (Monica Paola Burattini): Traduttrice e PR per Italia e per l'estero. Traduttrice professionista, collabora alla stesura dei testi, dedicandosi in particolare all'adattamento in lingua straniera. Si occupa della prima selezione delle novità che andranno in onda nel "Chemical Area". Per Plug & Play si è occupata dei rapporti con i fornitori stranieri e ha collaborato alla creazione dello shop online grazie alla sua esperienza in questo settore.

## Discografia

### Album
- Dance & Breakfast (2006)
- Plug & Play (2008)

### Raccolte
- Dance Passion 1st Act (2006) con Luca Zeta
- Dance Passion 2nd Act (2007) con Luca Zeta
- Dance Passion 3rd Act (2008) con Luca Zeta
- Dance Passion 4th Act (2009) con Luca Zeta

### Singoli
- Il gioco dell'amore (2003)
- I fiori di lillà (2003)
- Luna nera EP (2004)
- Say Me / Condition (2005)
- L'impazienza (2005)
- Encanto (2006)
- Time 4 Xmas (2007)

### Collaborazioni e Remix
- Provenzano Dj + Danijay - Ride The Way (90's fever mix)
- LA COMPAGNIA DEL MASTELLO feat STB - You're my Destiny (DANIJAY ext mix)
- Provenzano Dj - Right or Wrong (Danijay rmx)
- Provenzano Dj + Danijay - Catch Me
- Provenzano Dj + Danijay - Catch Me (Danijay jump rmx)
- LUCA ZETA - Don't forget it (Danijay ext rmx)
- DEE BEE - Every Time (Danijay rmx)
- Provenzano Dj - Vibe (Danijay rmx)
- LUCA ZETA - My Angel (Danijay rmx)
- STEFY NRG - I Need My Music (Danijay rmx)
- SUPERNOVA - Cataclisma (Danijay rmx)
- Danijay vs LoveForce - Revolution
- Danijay vs Iacono - Experience
- Danijay vs Iacono - Stay With Me
- Roby Rossini & Beatgeil - Explode (Danijay rmx)
- D-Boot - Let Me Dance (Danijay rmx)